# Блошной
Блошно́й — хутор в Енотаевском районе Астраханской области России. Входит в состав Табун-Аральского сельсовета.

## География
Находится в дельте Волги, на острове, образованном Волгой и ериком Драгунка, по левому берегу основного русла реки Волги,  примерно в 34 км к юго-востоку от села Енотаевка, административного центра района.
Уличная сеть состоит из двух географических объектов: ул. Песчанная и ул. Речная.

## Население
| 2002 | 2010 |
| ---- | ---- |
| 0    | ↗3   |

По данным Всероссийской переписи в 2010 году численность населения посёлка составляла 3 человек (2 мужчины и 1 женщина).